# Xã Bloomer, Michigan
Xã Bloomer (tiếng Anh: Bloomer Township) là một xã thuộc quận Montcalm, tiểu bang Michigan, Hoa Kỳ. Năm 2010, dân số của xã này là 3.904 người.